# Tennis op de Olympische Zomerspelen 1996
Tennis is een van de sporten die beoefend werden tijdens de Olympische Zomerspelen 1996 in Atlanta.

## Wedstrijden

### Opzet
- Een wedstrijd omvat maximaal drie sets, behalve de enkelspel- en dubbelspelfinale bij de mannen die over maximaal vijf sets konden gaan. In de laatste set werd geen tiebreak gespeeld, maar moest met 'twee games verschil' gewonnen worden.
- De twee verliezers uit de halve finales spelen tegen elkaar om het brons.
- In tegenstelling tot de normale tennistoernooien is er geen prijzengeld te verdienen.
- Er waren geen punten te verdienen voor de wereldranglijsten van de ATP en WTA.

## Medailles

### Medaillewinnaars
| Onderdeel         | Goud | Goud                              | Zilver | Zilver                     | Brons | Brons                                     |
| ----------------- | ---- | --------------------------------- | ------ | -------------------------- | ----- | ----------------------------------------- |
| Mannenenkelspel   | USA  | Andre Agassi                      | ESP    | Sergi Bruguera             | IND   | Leander Paes                              |
| Mannendubbelspel  | AUS  | Todd Woodbridge Mark Woodforde    | GBR    | Neil Broad Tim Henman      | GER   | Marc-Kevin Goellner David Prinosil        |
| Vrouwenenkelspel  | USA  | Lindsay Davenport                 | ESP    | Arantxa Sánchez Vicario    | CZE   | Jana Novotná                              |
| Vrouwendubbelspel | USA  | Gigi Fernández Mary Joe Fernandez | CZE    | Jana Novotná Helena Suková | ESP   | Conchita Martínez Arantxa Sánchez Vicario |

### Medaillespiegel
| Rang   | Land             | Goud | Zilver | Brons | Totaal |
| ------ | ---------------- | ---- | ------ | ----- | ------ |
| 1      | Verenigde Staten | 3    | 0      | 0     | 3      |
| 2      | Australië        | 1    | 0      | 0     | 1      |
| 3      | Spanje           | 0    | 2      | 1     | 3      |
| 4      | Tsjechië         | 0    | 1      | 1     | 2      |
| 5      | Groot-Brittannië | 0    | 1      | 0     | 1      |
| 6      | Duitsland        | 0    | 0      | 1     | 1      |
| 6      | India            | 0    | 0      | 1     | 1      |
| Totaal | Totaal           | 4    | 4      | 4     | 12     |

Athene 1896 · 
Parijs 1900 · 
St. Louis 1904 · 
Athene 1906 ·
Londen 1908 · 
Stockholm 1912 · 
Antwerpen 1920 · 
Parijs 1924 · 
Mexico-stad 1968 (demonstratie) · 
Los Angeles 1984 (demonstratie) · 
Seoel 1988 · 
Barcelona 1992 · 
Atlanta 1996 · 
Sydney 2000 · 
Athene 2004 · 
Peking 2008 · 
Londen 2012 · 
Rio de Janeiro 2016  · 
Tokio 2020  · 
Parijs 2024  · 
Los Angeles 2028 
Medaillewinnaars
Atletiek · Badminton · Basketbal · Boksen · Boogschieten · Gewichtheffen · Gymnastiek · Handbal · Hockey · Honkbal · Judo · Kanovaren · Moderne vijfkamp · Paardensport · Roeien · Schermen · Schietsport · Schoonspringen · Softbal · Synchroonzwemmen · Tafeltennis · Tennis · Voetbal · Volleybal · Waterpolo · Wielersport · Worstelen · Zeilen · Zwemmen